# Camponotus obliquipilosus
Camponotus obliquipilosus är en myrart som beskrevs av Carlo Emery 1920. Camponotus obliquipilosus ingår i släktet hästmyror, och familjen myror. Inga underarter finns listade.